# Mastodont
Mastodont (Mammut) är ett släkte utdöda djur i ordningen elefantdjur (Proboscidea). I motsats till de äkta mammutarna (Mammuthus) som hänförs till familjen Elephantidae så hör mastodonterna som enda släkte till familjen Mammutidae.
Mastodonter uppträdde för omkring 10 miljoner år sedan, och de sista dog ut efter den senaste istiden. Åtminstone vissa var håriga likt ullhårig noshörning och mammut. De skiljer sig från mammutar och elefanter genom sina koniska tänder, anpassade för en föda av löv istället för gräs. Namnet mastodon (Grekiska: μαστός "bröst" och οδών, "tand") syftar på tändernas form. Betarna kunde bli upp till 5 meter. Mastodon var förr namnet på det släkte vartill mastodonterna tidigare räknades. 
I åtminstone Nordamerika levde mastodonter fortfarande när människan invandrade. Det finns fynd som visar att mastodonter jagats av människor, men det är osäkert om människan haft någon del i mastodonternas utdöende.
Vanligen skiljs mellan fem arter:
- Amerikansk mastodont (Mammut americanum)(Kerr, 1792)

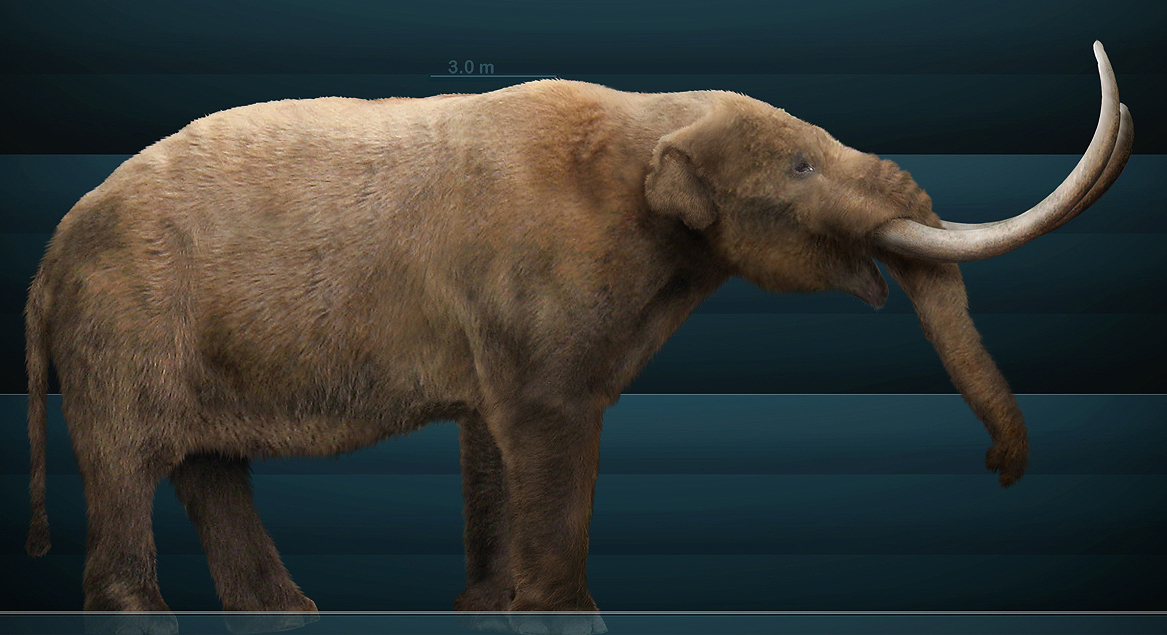
Grafisk rekonstruktion av amerikansk mastodont (Mammut americanum)

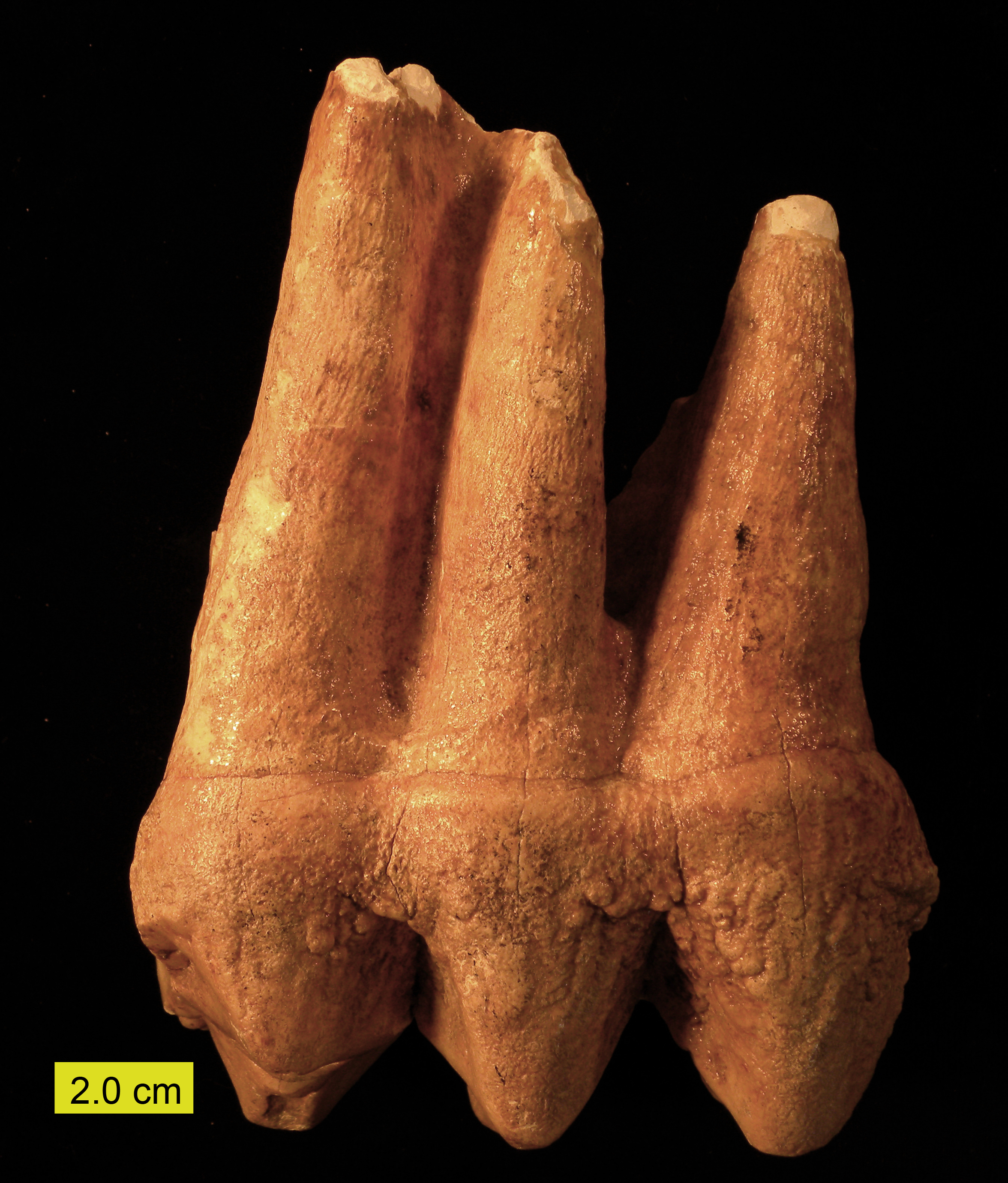
Mammut-tand

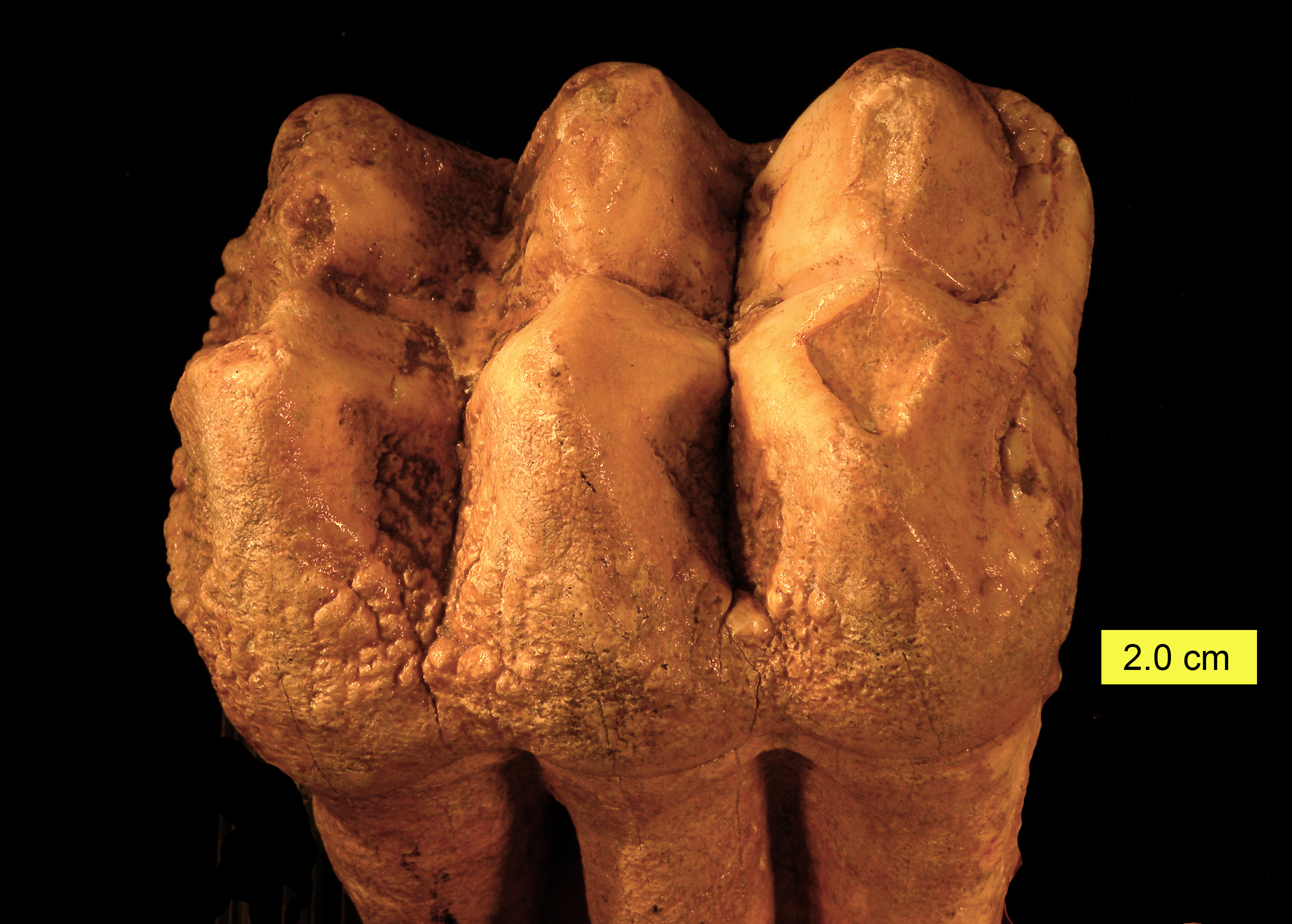

- M. matthewi (Osborn, 1921)
- M. raki (Frick, 1933)
- M. cosoensis (Schultz, 1937)
- M. furlongi (Shotwell & Russell, 1963)

## Upptäckten

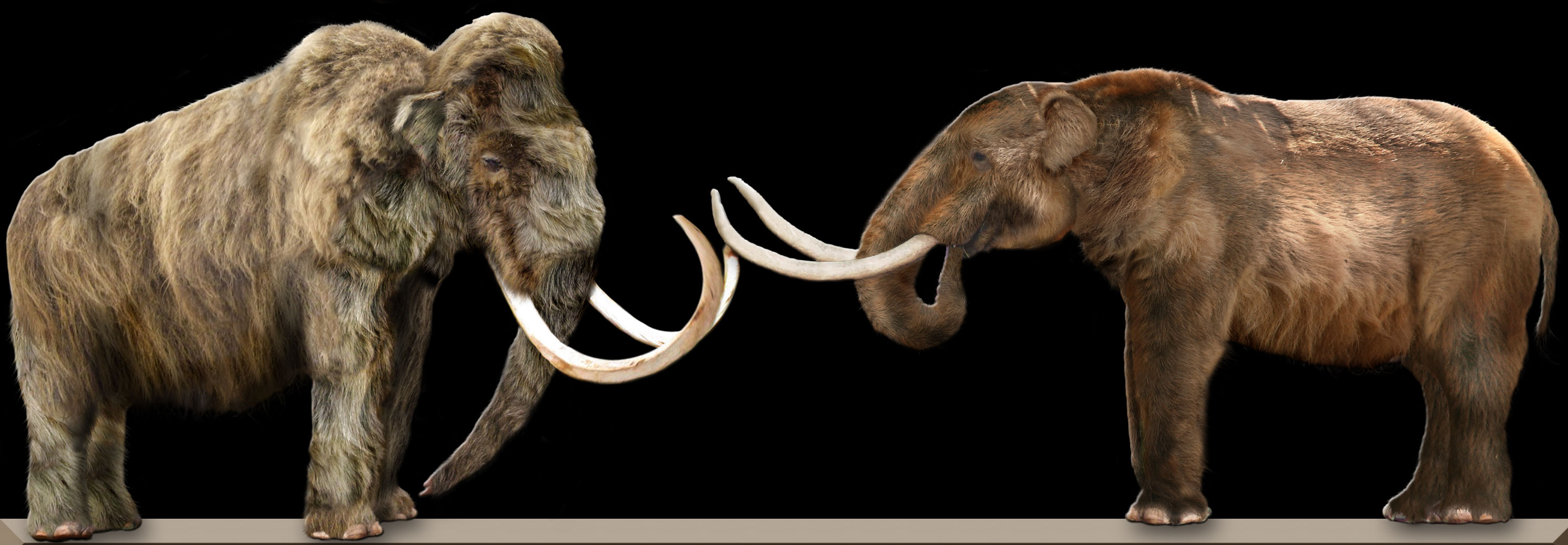
Jämförelse mellan ullhårig mammut (vänster) och amerikansk mastodont (höger

De första resterna av mastodonten hittades i byn Claverack, New York 1705, en tand på ungefär 2 kg i vikt som blev känd som "incognitum". Någon tid senare hittades liknande rester i South Carolina, som enligt slavarna liknade dem hos den afrikanska elefanten. Därefter följde upptäckten av fullständiga ben och betar i Ohio och folk började kalla det "mammut" såsom det som grävdes fram i Sibirien. Anatomister noterade att mammutarnas och elefanternas tänder skilde sig från "incognitum", som hade rader med stora koniska bröstliknande förhöjningar, vilket tyder på att de hade att göra med en annan art. 